# Louis Perrier (politicus)
Frédéric-François-Louis Perrier (Sainte-Croix, 22 mei 1849 - Bern, 16 mei 1913) was een Zwitsers politicus van de Vrijzinnig-Democratische Partij (FDP/PRD) uit het kanton Neuchâtel. Hij was van 1912 tot zijn overlijden lid van de Bondsraad. Tot op heden is hij het Bondsraadslid met de kortste ambtsperiode (14 maanden).

## Biografie

### Architect
Louis Perrier was een zoon van een architect. Op zijn 19e studeerde hij in Stuttgart en in 1871 behaalde hij zijn diploma aan de Polytechnische School van Zürich en werd hij architect. Hij ontwierp onder meer het universiteitsgebouw van Neuchâtel, het Hôtel des Postes in La Chaux-de-Fonds, het ziekenhuis van Saignelégier en de kazernes van Colombier, maar ook verschillende scholen en stations. Hij was eveneens betrokken bij de aanleg van de tramlijn tussen Neuchâtel en Boudry en de werkzaamheden voor de watertoevoer van Neuchâtel.

### Politicus
Als lid van de Vrijzinnig-Democratische Partij (FDP/PRD) zetelde Perrier van 1888 tot 1891 en van 1894 tot 1903 in de gemeenteraad van de stad Neuchâtel. In 1889 werd hij verkozen in de Grote Raad van Neuchâtel, het kantonnaal parlement. In 1903 maakte hij de overstap naar de Regeringsraad, de kantonnale regering. Hij zou er zetelen tot zijn overstap naar de Bondsrad in 1912. Vanaf 1905 beheerde hij het departement openbare werken en stond in die hoedanigheid in voor de renovatie van het Kasteel van Neuchâtel, waar de Regeringsraad tot op heden zetelt. In de periodes 1905-1906 en 1909-1913 zat hij de Regeringsraad voor.
Bij de parlementsverkiezingen van 1902 werd Perrier verkozen in de Nationale Raad. Hij raakte herverkozen in 1905, in 1908 en in 1911. Hij zetelde zo meer dan negen jaar in het federaal parlement.
Op 12 maart 1912 werd Louis Perrier verkozen tot lid van de Bondsraad met 160 stemmen op 192 geldige stembiljetten. Gedurende 1912 had hij de leiding over het Departement van Posterijen en Spoorwegen en in 1913 over het Departement van Binnenlandse Zaken. Hij overleed plots op 16 mei 1913, waardoor hij tot op heden het Bondsraadslid is met de kortste ambtsperiode (van 14 maanden). Ondanks zijn korte carrière als Bondsraadslid wist Perrier toch enkele belangrijke verwezenlijkingen te boeken. Zo nationaliseerde hij verschillende private spoorwegbedrijven om ze onder een eengemaakte federale leiding te plaatsen. In 1913 diende hij het ontwerp in van wet op het gebruik van hydraulische kracht, een wet die na zijn overlijden werd goedgekeurd in 1916 en nog steeds van kracht is.

### Militair
Perrier bouwde ook een carrière uit in het Zwitserse leger. Als kolonel stond hij aan het hoofd van het eerste geniekorps in 1896 en had hij van 1902 tot 1905 de leiding over de forten van Saint-Maurice in het kanton Wallis.

## Trivia
- In Neuchâtel is aan de oevers van het Meer van Neuchâtel de Quai Louis Perrier naar hem genoemd.
- Perrier bleef vrijgezel.

- Base de données des élites suisses: 55893
- Gemeinsame Normdatei: 1046592246
- Historisch woordenboek van Zwitserland: 004638
- Zwitserse Bondsvergadering: 2898
- Virtual International Authority File: 219383937